# Бир-Базар
Бир-Базар (фр. Bir Basar) — деревня в Чаде, расположенная на территории региона Канем. Входит в состав департамента Канем.

## География
Деревня находится в западной части Чада, к северо-востоку от озера Чад, на высоте 308 метров над уровнем моря.
Бир-Базар расположен на расстоянии приблизительно 195 километров к северо-северо-востоку (NNE) от столицы страны Нджамены. Ближайшие населённые пункты: Зоуле, Диаталари, Ндиукоа, Лури, Бурманга, Сиди-Малари, Шилонгоро.
Климат деревни характеризуется как аридный жаркий (BWh в классификации климатов Кёппена).

## Транспорт
Ближайший аэропорт расположен в городе Нгури.